# Nòrdics

El mapa que mostra les àrees on es crearen assentaments nòrdics entre els segles i (l'era dels vikings), incloent les conquestes normandes, algues zones estenent-se després d'aquest període (zones en groc).

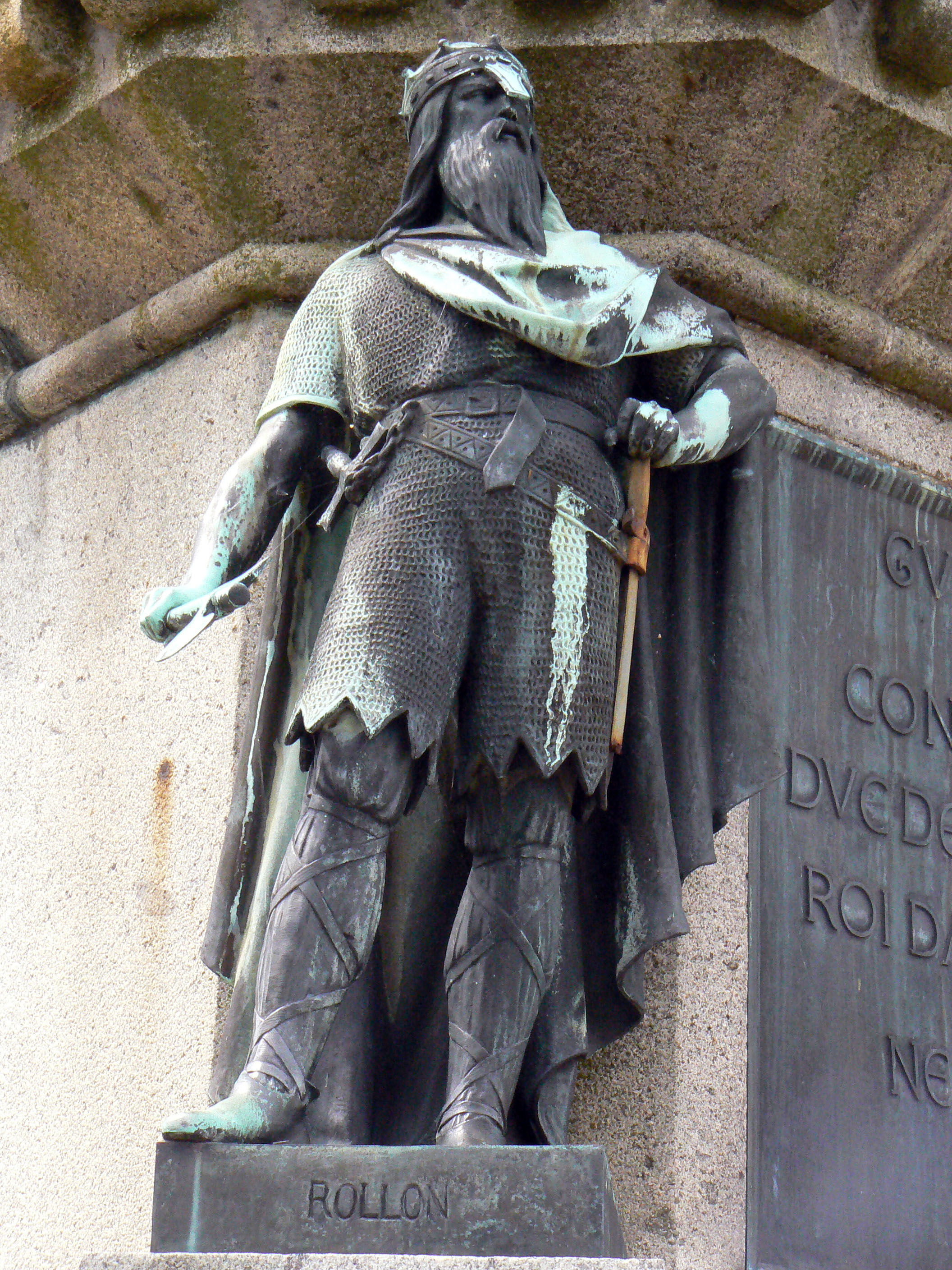
Estàtua de Rol·ló, el primer duc de Normandia.

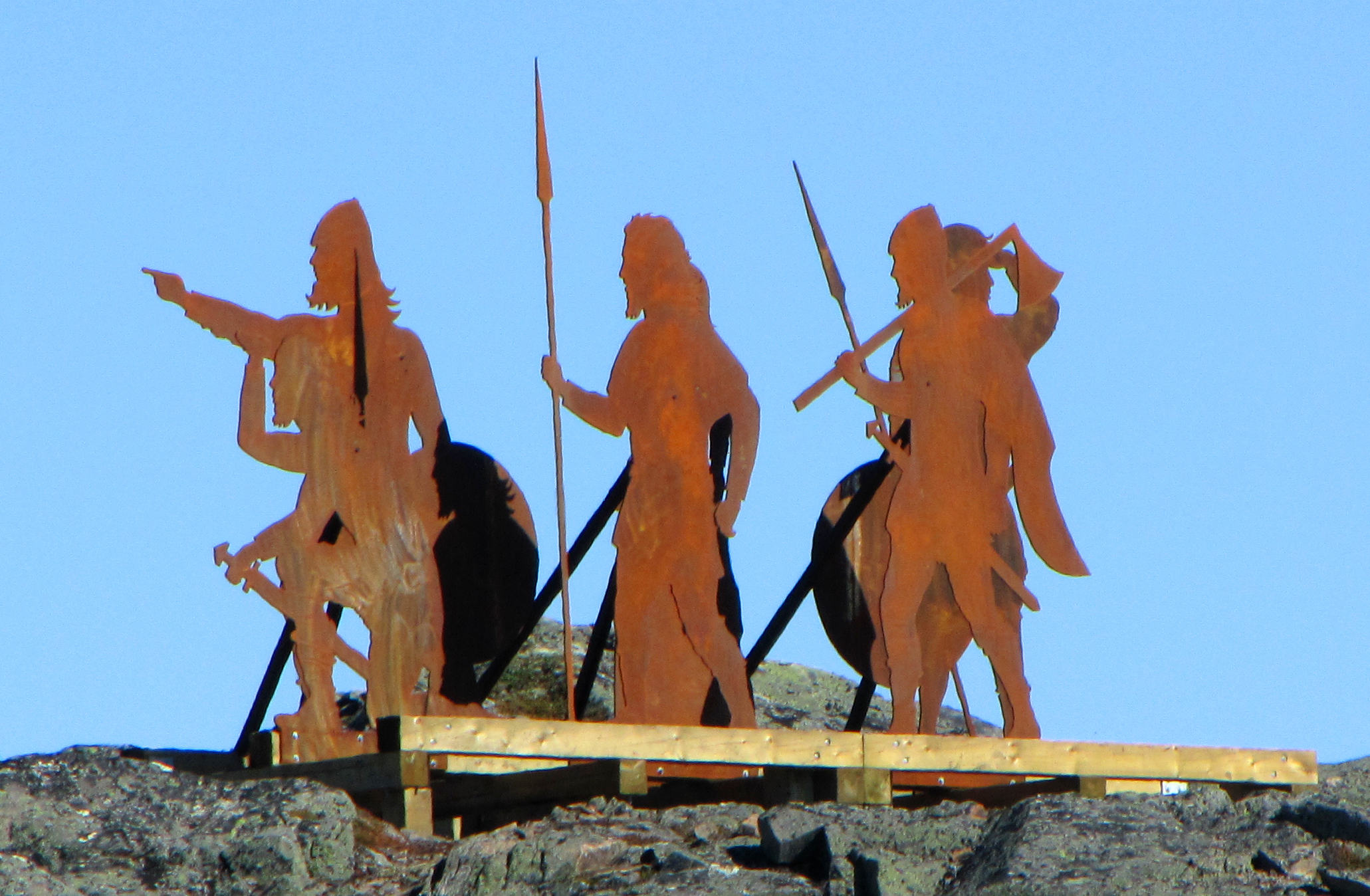
Estàtues d'exploradors nòrdics a L'Anse aux Meadows.

Els nòrdics foren un grup ètnic germànic que parlaven diverses varietats de nòrdic antic i que habitaven a Escandinàvia durant els segles viii i xi. El nòrdic antic és una llengua pertanyent a la branca germànica del nord de les llengües indoeuropees, i és l'embrió de les llengües escandinaves modernes.
Nòrdic o normand significa "home del nord" i s'aplica principalment a les tribus que vivien al sud i centre d'Escandinàvia. Històricament, "nòrdic" o "normand" podria definir qualsevol persona d'Escandinàvia de l'alta edat mitjana, tot i que, com avui en dia, Noruega, Dinamarca i Suècia eren considerades nacions diferents.
Els vikings nòrdics van establir assentaments o fundar estats a Anglaterra, Escòcia, Islàndia, Gal·les, les illes Fèroe, Finlàndia, Irlanda, Rússia, Groenlàndia, França, Bèlgica, Ucraïna, Estònia, Letònia, Lituània, Alemanya, Polònia, i el Canadà així com a Itàlia del sud.

## Els vikings
Els vikings, van ser sobretot navegants nòrdics, que saquejaven i comerciaven amb diverses parts d'Europa des d'Escandinàvia des del segle viii fins a finals del segle xii. Actualment el terme s'utilitza erròniament per a definir els diversos pobles nòrdics que habitaven a Escandinàvia durant aquest període conegut com era vikinga. Aquest període d'expansió militar, demogràfica i mercantil nòrdica constitueix un element molt rellevant en la història inicial d'Escandinàvia, les Illes britàniques, el nord de l'Europa Occidental, Sicília i de la Rus de Kíev.

## Història
Al Neolític europeu es tenen proves de la presència del grup ètnic nòrdic junt a l'alpí i el mediterrani.

### L'Era vikinga
El període comprès entre el 793 i el segle xiii és conegut com a Era vikinga en la història escandinava. Aquest període s'inicia amb el saqueig del monestir de Lindisfarne el 793 i es dona per finalitzat al llarg del s.XIII: a Anglaterra acaba amb la derrota de Harald III a la Batalla d'Stamford Bridge, a Irlanda acaba amb la conquesta de Dublín el 1171 per part de Richard de Clare Strongbow i a Escòcia es dona per acabada amb la derrota de Hákon Hákonarson a la batalla de Largs el 1263. L'Escòcia actual pren forma entre els segles XIII i XV al reconquerir el territori perdut als nòrdics. L'Illa de Man i les Hèbrides Exteriors van romandre sota autoritat escandinava fins al 1266. Les Òrcades i les Shetland pertanyeren al rei de Noruega fins al 1469. A Escandinàvia l'Era vikinga es considera acabada amb l'establiment dels regnes escandinaus i del cristianisme com a religió dominant. La data s'acostuma a situar al voltant de l'inici del s.XI als tres regnes escandinaus. A Noruega l'Era vikinga es dona per acabada amb la batalla de Stiklestadin el 1030.

## Creences i religió
La religió dels nòrdics es basava en la creença en déus, dels quals els principals són Odin, Thor, Freyr i el déu dolent anomenat Loki. Qui practicava els rituals solia ser un rei o un cap de família. Aquests rituals es practicaven durant els solsticis d'hivern o estiu i consistien en sacrificis per a agradar als déus.
Creien en la vida després de la mort: els guerrers morts en batalla anaven al Valhalla, on unes guerreres mítiques anomenades valquíries els atenien. Als difunts o els incineraven o els inhumaven. Quan els inhumaven els enterraven junt a objectes de la seua propietat en tombes fetes de pedres en forma de vaixell. Quan s'enterrava a persones considerades importants s'enterraven dins d'un vaixell junt a gossos, cavalls, servents i concubines seus sacrificats i mobles de luxe. Quan s'incinerava el vaixell on hi havia un cap que es calava foc era un parent pròxim del difunt.

## Arquitectura
Les cases de l'era dels vikings eren totalment de fusta i no tenien finestres. Els llits estaven disposats al voltant d'un rectangle central on s'encenia un foc.

## Normands i Normandia
En llengua frànquica, la paraula nortmann (home del nord) fou llatinitzada com a normanni i passà al francès antic com a normands. Actualment, el terme "normand" s'acostuma a aplicar quasi exclusivament als habitants de la regió francesa de Normandia (que nasqué com a Ducat de Normandia, un feu cedit als nòrdics que assolaven la costa francesa i dels quals prengué el nom).

## Altres noms
A l'alta edat mitjana, igual que avui en dia, vikings era un terme comú per a denominar els nòrdics que atacaven utilitzant ràtzies i saquejos. Els nòrdics també eren anomenats ascomanni (homes del freixe pels pobles germànics, lochlanach (nòrdics) pels goidèlics i dene (danesos) pels anglosaxons.
Els vikings foren sobretot nòrdics que provenien del que avui són Dinamarca, Escània, Gotland, la costa occidental de Suècia, Noruega (fins a gairebé el paral·lel 70), de a costa bàltica sueca fins al voltant de la latitud 60 i del llac Mälaren. La frontera entre els nòrdics i les tribus germàniques del sud, el Danevirke, es troba a aproximadament 50 quilòmetres al sud de l'actual frontera danesa amb Alemanya.
La part més septentrional de la Península Escandinava (a excepció de la costa noruega) estava gairebé despoblada, però hi havia diverses poblacions samis, les gents indígenes de Lapònia.
Per als eslaus, els àrabs i els romans d'Orient, els nòrdics eren els Rus o Rhōs. Actualment es creu que els assentaments vikings en terres eslaves foren l'embrió de la Rus de Kíev, l'embrió de les actuals Rússia i Belarús.
Els eslaus i els romans d'Orient també els anomenaren varegs, del nòrdic antic væringjar (homes jurats). La guàrdia imperial romana d'Orient era seleccionada entre els millors guerrers escandinaus i era anomenada Guàrdia Varega. El terme vareg s'aplicava indistintament tant als escandinaus com als francs.

## Ús modern a Escandinàvia
En nòrdic antic, el terme norrœnir menn (homes del nord), va ser utilitzat corresponentment al terme modern "nòrdic", referint-se a suecs, danesos, noruecs, feroesos, islandesos, etc.
Les llengües escandinaves modernes tenen una paraula comuna per als nòrdics: nordbo. S'utilitza per a denominar les persones, tant en el passat com en l'actualitat, que habiten els països nòrdics i parlen les llengües germàniques escandinaves. Les persones d'avui en dia de Noruega, Suècia i Dinamarca no s'acostumen a definir com a skandinaver (escandinaus), sinó com a noruecs, suecs i danesos.
La paraula «vikings» no s'utilitza com a terme per a definir els nòrdics, ja que un viking és algú que es dedica a una activitat específica (el comerç i el saqueig), i no defineix un grup ètnic o demogràfic. Els vikings foren senzillament persones (de qualsevol etnicitat, o origen) que realitzaven l'ívíking (fer de viking).
A vegades Finlàndia també s'esmenta com a "país escandinau". El finès no és una llengua germànica i no té origen indoeuropeu, però Finlàndia va formar part de Suècia des del segle xii fins al 1809, i al voltant del 6% de la població finlandesa encara utilitza el suec com a primera llengua. A les illes Åland el suec és de bon tros la llengua dominant, però a arreu de Finlàndia la població de parla sueca ha estat decaient des de la independència de Finlàndia el 1917 després de la Revolució Russa. Islàndia, Groenlàndia, i les illes Fèroe es consideren geogràficament separades de la Península Escandinava. El terme Països Nòrdics s'utilitza per a agrupar els països escandinaus, Islàndia, Groenlàndia, les Fèroe i Finlàndia.